# 切尔夫廖诺耶农村居民点
切尔夫廖诺耶农村居民点（俄语：Червлёновское сельское поселение）是俄罗斯联邦伏尔加格勒州斯韦特雷亚尔区所属的一个农村居民点。其下辖有3个居民点，行政中心为切尔夫廖诺耶。据2016年统计，该农村居民点的人口为2899人。